# (72827) Maxaub
(72827) Maxaub (2001 HT8) – planetoida z pasa głównego asteroid okrążająca Słońce w ciągu 4,17 lat w średniej odległości 2,59 au. Odkryta 23 kwietnia 2001 roku.